# KF 2 Korriku
KF 2 Korriku (em albanês:  Klubi Futbollistik 2 Korriku Prishtinë) é um clube de futebol profissional com sede na cidade de Pristina, Kosovo. [a] O clube disputa a segunda divisão do futebol do Kosovo, Liga e Parë.

## História
KF 2 Korriku conquistou a Taça do Kosovo em 1996. O clube tem a escola de futebol mais popular do Kosovo. Nas últimas, duas décadas desde 1990, esta escola foi geradora de talentos extraordinários e na Superliga do Kosovo quase todos os clubes têm jogadores desta escola. Alguns jogadores conhecidos que passaram pelas fileiras do KF 2 Korriku são o albanês Etrit Berisha e o australiano/albanês Labinot Haliti.

## Estádio
O clube joga seus jogos em casa no Fusha Sportive 2 Korriku, em Pristina, kosovo.
 

## Clubes afiliados
- Beşiktaş J.K. (2021–presente)[1][2]